# Episodi di Wings (serie televisiva 1990) (ottava stagione)
L'ottava e ultima stagione della serie televisiva Wings è stata trasmessa in anteprima negli Stati Uniti dalla NBC tra il 18 settembre 1996 e il 21 maggio 1997.
| nº | Titolo originale           | Titolo italiano | Prima TV USA      | Prima TV Italia |
| -- | -------------------------- | --------------- | ----------------- | --------------- |
| 1  | Porno for Pyros            |                 | 18 settembre 1996 |                 |
| 2  | ...Like a Neighbor Scorned |                 | 25 settembre 1996 |                 |
| 3  | Maybe It's You             |                 | 2 ottobre 1996    |                 |
| 4  | Single and Hating It       |                 | 9 ottobre 1996    |                 |
| 5  | Too Beautiful for You      |                 | 23 ottobre 1996   |                 |
| 6  | The Gift of Life           |                 | 30 ottobre 1996   |                 |
| 7  | Olive or Twist             |                 | 6 novembre 1996   |                 |
| 8  | Wingless (Part 1)          |                 | 13 novembre 1996  |                 |
| 9  | Wingless (Part 2)          |                 | 20 novembre 1996  |                 |
| 10 | Wingless (Part 3)          |                 | 11 dicembre 1996  |                 |
| 11 | All About Christmas Eve    |                 | 18 dicembre 1996  |                 |
| 12 | Let's Talk About Sex       |                 | 8 gennaio 1997    |                 |
| 13 | Hosed                      |                 | 15 gennaio 1997   |                 |
| 14 | Just Call Me Angel         |                 | 5 febbraio 1997   |                 |
| 15 | Fay There, Georgy Girl     |                 | 12 febbraio 1997  |                 |
| 16 | Escape from New York       |                 | 19 febbraio 1997  |                 |
| 17 | House of Blues             |                 | 5 marzo 1997      |                 |
| 18 | Ms. Write                  |                 | 19 marzo 1997     |                 |
| 19 | Dreamgirl                  |                 | 2 aprile 1997     |                 |
| 20 | Heartache Tonight          |                 | 16 aprile 1997    |                 |
| 21 | Oedipus Wrecks             |                 | 7 maggio 1997     |                 |
| 22 | Raging Bull*&@!            |                 | 14 maggio 1997    |                 |
| 23 | Final Approach (Part 1)    |                 | 21 maggio 1997    |                 |
| 24 | Final Approach (Part 2)    |                 | 21 maggio 1997    |                 |